# TylöHelo Group
Sauna 360 är en koncern som tillverkar och säljer elektriska bastuaggregat, kaminer, monteringsfärdiga basturum, ånggeneratorer, monteringsfärdliga ångbadrum, multiduschar och duschplatser. Den ägs av riskkapitalbolaget AAC Capital. Varumärken i koncernen är Tylö, Kastor, Helo, Finnleo och Amerec. Nuvarande namn sedan 2022.
Kastor grundades 1908. Helo grundades som Karjalan Sähkö Oy i Viborg 1919. Helo köpte Kastor och Finnelo 1991. 1998 köpte Helo Amerec. Tylö köptes 2008 av Helo Group Oy. varpå det nya bolaget TylöHelo Group bildades. En omorganisationen skedde där Tylö idag är ett försäljningsbolag medan tillverkningsdelen i Halmstad är en produktionsenhet inom Sauna 360.